# Umbilicus heylandianus
Umbilicus heylandianus là một loài thực vật có hoa trong họ Crassulaceae. Loài này được Webb & Berthel. miêu tả khoa học đầu tiên năm 1840.